# Caselle in Pittari
Caselle in Pittari ist eine italienische Gemeinde mit 1873 Einwohnern (Stand 31. Dezember 2023) in der Provinz Salerno in der Region Kampanien. Der Ort ist Teil der Comunità Montana del Bussento und liegt im Nationalpark Cilento und Vallo di Diano.

## Geografie
Die Gemeinde liegt oberhalb des Flusses Bussento, der an dieser Stelle für fünf Kilometer unterirdisch weiter in südlicher Richtung verläuft. Die Nachbargemeinden sind  Casaletto Spartano, Morigerati, Rofrano, Sanza und Torre Orsaia. Die Ortsteile sind Botimare, Caporra, Marmore, Santi Caselle und Tempe.

## Gemeindepartnerschaft
Seit 1991 ist Caselle in Pittari Partnergemeinde von Gottmadingen in Baden-Württemberg.